# Acueducto de Albatana
El acueducto de Albatana fue declarado Bien de Interés Cultural el 20 de diciembre de 1990, debido a su excepcional construcción.
Identificador del bien otorgado por el Ministerio de Cultura: RI-51-0007004.
El acueducto se encuentra entre la Fuente de Albatana y el Molino de Arriba, situado a dos kilómetros al noroeste del núcleo urbano. El origen del molino se remonta al siglo XVIII, durante la repoblación de este municipio por los marqueses de Espinardo, señores de las villas de Ontur, Albatana y Agramón. En estos lugares de los Campos de Hellín, cuando todavía pertenecían al Reino de Murcia, el recurso natural más importante era el agua de las fuentes que hicieron posibles los cultivos de regadío, y que probablemente sean una herencia romana. Además, en Albatana el caudal era aprovechado por dos molinos harineros. Para conducir el agua hasta aquí se construyó un primer acueducto en el siglo XVIII, que sería reemplazado por el actual en el siglo XIX.
El funcionamiento de estos molinos hidráulicos no necesitaba un gran caudal sino la presión del agua sobre la turbina, que se conseguía llenando su cubo, por ello están situados en lugares con suficiente desnivel. Pero la acequia madre de Albatana recorre parajes muy llanos. El agua se captaba en una mina excavada por debajo del terreno y para ser conducida con la mínima perdida de nivel, su curso serpenteante transcurre en la primera parte por una trinchera, hasta alcanzar la cota del terreno natural, en La Bocamina, y el resto es un “canal sobre pared”. Así, aproximadamente, tras un recorrido de 1600 metros desde la fuente, la diferencia de altura conseguida dentro del cubo del molino fue de 4 metros, lo que es poco en comparación con otros de esta comarca.
Según la “escritura de obligación otorgada por Juan López Vurambio y Fulgencio Linares [maestros de albañilería] sobre fábrica de un molino [h]arinero en la villa de Albatana’’, en treinta y un días del mes de marzo de mil setecientos cuarenta y dos años: “ha de tener la canal, que ha de ir sobre pared de la calzada, doscientas varas de largo [1 vara equivale a 835 milímetros], y la pared ha de tener dos varas de grueso desde la superficie y rematar en seis palmos, dos de canal y dos a cada lado de pared [1 palmo equivale a 21 centímetros, una cuarta parte de la vara] y ha de tener el agua de altura en el cubo desde la boca del saetín hasta arriba veintiocho palmos, [el saetín es el canalillo por donde el agua se precipita desde el cubo a la rueda hidráulica], y de la boca del saetín para abajo lo que fuere necesario para el rodezno [rueda hidráulica de paletas curvas y eje vertical]…y la casa con su sala…ha de tener caballeriza y pesebre…”
Los restos del Acueducto Viejo de mampostería muestran las dificultades por conseguir suficiente desnivel en el pozo. Las paredes del canal tuvieron que ser elevadas y se aprecia que tenía muchas filtraciones de agua. La imposibilidad de seguir usándolo llegó a principios del siglo XIX. Entonces los vecinos de Albatana y Ontur solicitaron a los marqueses nuevas obras de riego, porque una prolongada sequía provocó que el nivel freático del acuífero descendiera, y para recuperar el caudal de la fuente hubo que rebajar el suelo de su galería y toda la conducción.
En 1844 se proyectó el Acueducto Nuevo para sustituir la “calzada de tierra” y la “calzada de obra” del molino, según el “Plano topográfico que manifiesta el nacimiento de la Fuente y Cauce que conduce las aguas que benefician las tierras de la Villa de Albatana, perteneciente al Exmo. Sr. Conde de Sástago, Marqués de Espinardo”, copiado en Madrid y dirigido al arquitecto de la provincia de Murcia, Juan Ibáñez. Entonces para mayor calidad se emplearon sillares de piedra arenisca, que fue muy común en otras obras públicas cercanas del siglo XIX, sin embargo, este tipo de construcción en un canal para un molino es un caso excepcional. La arenisca es una piedra fácil de tallar porque también es poco resistente al paso del agua y del tiempo. En el siglo XX se hicieron varias sustituciones del acueducto, pero se mantuvo este último tramo de casi 400 metros, que es el más interesante porque la mitad de esta longitud la componen 61 arcos escarzanos, separados cada 3 metros, y que al llegar al molino, su altura sobre el nivel del terreno es de dos metros y medio, como la que tenía el anterior acueducto.
El Molino de Arriba era propiedad de los marqueses según el privilegio exclusivo a poseer industrias, siendo anulado en 1811 por el decreto de las Cortes de Cádiz que abolió los señoríos jurisdiccionales. Esto permitiría la construcción del Molino de Abajo en 1813. Los últimos derechos de los marqueses fueron comprados a finales del siglo XIX. Y Ambos molinos funcionaron hasta la década de 1970. En la actualidad el agua para riego ya no se extrae en la fuente sino desde pozos, así este acueducto ha dejado de tener el uso para el que fue creado. 